# Zofia Noceti-Klepacka
Zofia Noceti-Klepacka (* 26. April 1986 in Warschau als Zofia Klepacka) ist eine polnische Windsurferin.

## Erfolge
Zofia Noceti-Klepacka nahm an drei Olympischen Spielen teil. 2004 belegte sie in Athen den zwölften Platz, bei den Olympischen Spielen 2008 in Peking verbesserte sie sich auf Rang sieben. Vier Jahre darauf schloss sie die Windsurfregatta in London auf dem dritten Platz hinter Marina Alabau und Tuuli Petäjä ab, sodass sie die Bronzemedaille gewann. 2007 wurde sie in Cascais Weltmeisterin und sicherte sich 2011 in Perth und 2012 in Cádiz jeweils die Silbermedaille. Dreimal gewann sie den Titel bei der Europameisterschaft.
Sie ist seit 2007 mit dem Argentinier Lucio Noceti verheiratet, mit dem sie zwei Kinder hat (* 2009, * 2013).